# Verbascum pilosum
Verbascum pilosum är en flenörtsväxtart som beskrevs av Doell. Verbascum pilosum ingår i släktet kungsljus, och familjen flenörtsväxter. Inga underarter finns listade i Catalogue of Life.